# Pedrógão (Vidigueira)
Pedrógão is een plaats (freguesia) in de Portugese gemeente Vidigueira en telt 1214 inwoners (2001).